# Los managers
Los managers (estrenada el 7 de julio de 2006) es una comedia española, y primera película dirigida en solitario por Fernando Guillén Cuervo. Cuenta con las interpretaciones protagonistas de Fran Perea, Paco León, Enrique Villén y Manuel Tallafé.
En palabras del director, Fernando Guillén Cuervo, el film “retoma la comedia transgresora, ágil, estrepitosa, cargada de acidez y malas maneras. Cimentada básicamente sobre sus personajes principales y el hostil entorno del que son víctimas, sumerge a estos en un viaje sin rumbo en pos de un objetivo a todas luces dificultoso, donde los inconvenientes y dificultades que salen al paso prometen un destino más que lamentable, aunque como esto es un cuento, intentaremos que sea un cuento con final feliz, que para eso somos los autores, y para eso los personajes protagonistas se lo merecen.” 

## Argumento
Macario (Enrique Villén) y Renato (Manuel Tallafé), Maca y Rena, desempleados y desesperados, se enteran de que un nuevo programa televisivo busca talentos que se conviertan en las nuevas estrellas de la canción. No les dejan presentarse por carecer de representante. Pero ellos necesitan dinero, así que deciden que lo mejor es hacerse ellos mismos managers. Tras buscar candidatos, finalmente dan con David (Fran Perea) y Pipo (Paco León), dos jóvenes que buscan hacerse un nombre en el mundo de la música. Su carrera musical está ahora en manos de Maca y Rena, que les ponen por nombre artístico "Los Reyes del King".
Tras unas primeras actuaciones fallidas en la terraza de un bar y un bingo, conocen a La Rota (María Jiménez), una folclórica retirada metida en asuntos turbios que les ayuda a organizar una gira por los pueblos del sur de España en el caluroso verano andaluz.
La fama cuesta: Los managers y sus chicos tendrán que vivir la carretera y una gira que resulta un verdadero desastre, cruzándose con los personajes más variopintos: un peligroso Tom Jones cañí (Sancho Gracia), una bailarina con pasado X, un árabe con más de cuentista que de cuentacuentos, concejales corruptos, alienígenas y Lauren Postigo (ésta fue su última película, falleció unos meses después de su estreno).

## Críticas
En general no cosechó buenas críticas